# NGC 2679
NGC 2679 é uma galáxia lenticular (SB0) localizada na direcção da constelação de Cancer. Possui uma declinação de +30° 51' 54" e uma ascensão recta de 8 horas, 51 minutos e 32,9 segundos.
A galáxia NGC 2679 foi descoberta em 13 de Março de 1785 por William Herschel.